# Campoplex faunus
Campoplex faunus là một loài tò vò trong họ Ichneumonidae.